# Judit Ember
Judit Ember (Abádszalók, 16 de maig de 1935- Budapest, 13 de novembre de 2007) va ser una directora de cinema hongaresa. És germana de la periodista Mária Ember.
Va estudiar a la universitat, aleshores escola de cinema i d'actuació a Budapest entre 1964-1968. Al principi va dirigir curtmetratges. Aviat les seves pel·lícules van ser sovint prohibides. Va ser una de les fundadores de l'equip de cinema de l'oposició Fekete Doboz (Caixa Negra) el 1987. Va rebre diversos premis entre 1989 i 2004.

## Filomografia
- Húsz év múltán (1964)
- Látogatóban (1965)
- Nyáron nyaralok, télen telelek (1966)
- Színpad I–II. (1968)
- Tisztavatás, 1969 (1969)
- Vitaklub (1971)
- A határozat (1972)
- Az emlékezet tartóssága (1974)
- Az olcsóját és a jóját (1974)
- Kavaró-Erdőháton (1974)
- Tantörténet (1976)
- „…ijent sose láttam, de nem is csináltam…” (1976)
- Fagyöngyök (1978)
- Pócspetri (1982)
- Pipás Pista és társai (1983)
- Hagyd beszélni a Kutruczot! (1985)
- Menedékjog I-V. (1988)
- Újmagyar siralom (1989)
- A per (1989)
- Dessewffy Gyula tanúvallomása (1989)
- Szellemidézés (1990)
- Civil kurázsi (1990)
- Enyém a vár… (1991)
- Diákparlament (1991)
- Hit-vita (1992)
- „És ne vígy minket a kísértésbe…” (1993)
- A snagovi gyerekek (1986-1997)
- A misszió (1999)
- Angyalföld – Kertváros (2003)
- Hangoskönyv (2006)